# Kreis Gelnhausen
Der Kreis Gelnhausen ist ein ehemaliger Kreis; er bestand als territoriale Einheit der inneren Verwaltung (später daneben auch als Selbstverwaltungskörperschaft) von 1822 bis 1946; sein Gebiet gehörte von 1822 bis 1866 zu Kurhessen (Hessen-Kassel) und von 1866 bis 1918 zum Königreich Preußen (ab 1868 zur preußischen Provinz Hessen-Nassau), und ab 1918 bis 1945 zum Freistaat Preußen (weiterhin zur Provinz Hessen-Nassau bis 1944; 1944/45 zur Provinz Nassau) sowie ab September 1945 zum – von der US-Militärregierung gegründeten – Staat Groß-Hessen und 1946 bis 1974 zum Land Hessen. Sein Nachfolger, nach 1946 der Landkreis Gelnhausen (1946 bis 1974), bildet mit den beiden Nachbarkreisen Hanau (im Westen) und Schlüchtern (im Osten) und der kreisfreien Stadt Hanau infolge der Gebietsreform in Hessen den Main-Kinzig-Kreis im Südosten des heutigen Hessen. Der Name leitete sich von der Kreisstadt Gelnhausen ab (Diese ist seit 2005 wieder Sitz der Kreisverwaltung, jetzt aber der des Main-Kinzig-Kreises).

## Geographie

### Lage, Grenzen, Größe
Da der Kreis im 19. Jahrhundert mehrfach durch den Verlust und Gewinn von Gemeinden seine Lage, Grenzen und Größe veränderte, lässt sich als unverändertes Merkmal nur seine Lage an der Südgrenze Kurhessens zu Bayern hin (Provinz Hanau) festhalten. 1945 reichte er vom Vogelsberg im Norden bis zur bayerischen Grenze im Süden im heutigen Hessen und umfasste ein Gebiet von 640 km² mit 73 Gemeinden.

### Nachbarkreise
Der Kreis grenzte von Anfang (1821) bis zum Ende (1945) im Westen an den Kreis Hanau (ab 1886 Landkreis Hanau), im Norden an die späteren Kreise Büdingen und Lauterbach (ab 1939 Landkreis Büdingen und Landkreis Lauterbach) im Großherzogtum Hessen (ab 1919 Volksstaat Hessen) und den Kreis Schlüchtern (alle im heutigen Hessen) sowie an die (ab 1802 Landgerichtsbezirke, ab 1862 Bezirke und ab 1939 Landkreise) Gemünden am Main, Lohr am Main und Alzenau in Unterfranken (alle in Bayern).

### Sitz der Kreisverwaltung
Anfangs (1821) war der Sitz der Kreisverwaltung in Meerholz (im Gebäude der ehemaligen gräflich-ysenburgischen Rentkammer). Ein Landratsamt gab es noch nicht, es war (in Kurhessen) das Kreisamt, einen Landrat gab es auch nicht, seine Funktionen erfüllte der Kreisrath (§ 87 ff. der kurfürstlichen Verordnung über die Umbildung der bisherigen Staatsverwaltung betreffend). Später zog die Kreisverwaltung nach Gelnhausen, in das Haus Stadtschreiberei Nr. 8 (ehemalige Niederlassung des Templerordens, später Franziskaner-Kloster). Dort blieb die Kreisverwaltung bis 1907, einzelne Stellen bis 1916. Von 1888 bis 1897 befand sich die Kreissparkasse in dem unteren Stockwerk des Gebäudes. Am 22. August 1907 wurde das neue Kreishaus in der Barbarossastraße 20 seiner Bestimmung übergeben. 1967 wurde ein auf dem Grundstück gebauter fünfgeschossiger Verwaltungsneubau bezogen, der der erste Abschnitt einer größeren Anlage von Gebäuden sein sollte (u. a. ein elfgeschossiges Hochhaus, was aber nicht zur Ausführung kam).

## Das Kreisgebiet von 1822 bis zur Auflösung des Kreises 1849

### Kreisgebiet von 1822 bis 1829

Gemeinden und Kreisgrenze des ehemals kurhessischen Kreises Gelnhausen 1822–1829

Der Kreis Gelnhausen wurde mit Wirkung vom 1. Januar 1822 nach einer kurfürstlichen Verordnung (§ 137) nach der Trennung von Justiz (§§ 36 ff. der Verordnung) und Verwaltung (§§ 58 ff. der Verordnung) als territoriale Einheit des Kurfürstentums Hessen für die innere Verwaltung gegründet. Die Verordnung über die neue Organisation der Staatsverwaltung teilte das Staatsgebiet in vier Provinzen ein, jede Provinz wurde wieder in Kreise (§ 1) eingeteilt (Niederhessen in zehn, Oberhessen, Fulda und Hanau in jeweils vier).
Damals gehörten nach der Gebietseinteilung durch die Verordnung vom 30. August 1821 über die neue Gebiets-Einteilung betreffend zum Kreis Gelnhausen:
- Das Amt Gelnhausen (bisher Altenhaßlau) mit der Stadt Gelnhausen und dem Amt Altenhaßlau.
- Das Amt Bieber.
- Das standesherrliche gräflich-ysenburgische Gericht Meerholz[10].
- Das standesherrliche fürstlich-isenburgische Gericht Langenselbold.

Der Kreis Gelnhausen kam so auf 18.168 Einwohner.
Die 39 Gemeinden des Kreises Gelnhausen von 1822 bis 1829 waren Altenhaßlau, Altenmittlau, Bernbach, Bieber, Breitenborn A. B., Burg Gelnhausen, Eidengesäß, Flörsbach, Gassen m. Büchelbach (1928 zu Bieber), Geislitz, Gelnhausen (Stadt), Gettenbach, Gondsroth, Großenhausen, Hailer, Haitz, Horbach, Hüttengesäß, Kempfenbrunn, Langendiebach, Langenselbold, Lanzingen, Lieblos, Lohrhaupten, Lützelhausen, Meerholz, Mosborn, Neuenhaßlau, Neuses, Neuwiedermus, Niedergründau, Niedermittlau, Ravolzhausen, Röhrig (1928 zu Bieber), Roth, Rothenbergen, Roßbach, Rückingen und Somborn.

### Vergrößerung des Kreisgebietes 1830

#### Verfassung, Beamten- und Soldatengesetz und Gemeindeordnung
Die Juli-Revolution von 1830 brachte nicht nur neue Könige in Europa hervor (Frankreich, Belgien, Griechenland), sondern auch neue Verfassungen, auch in Kurhessen. Die Verfassungs-Urkunde vom 5. Januar 1831 gewährte viele Bürger-Rechte, ein Parlament, eine unabhängige Justiz und einen Verfassungseid: Beamte, Richter und Soldaten schworen nicht nur dem Kurfürst, sondern auch der Verfassung die Treue (was vielen von ihnen 20 Jahre später im kurhessischen Verfassungskonflikt arge Gewissenskonflikte bringen sollte). § 42 der Verfassungs-Urkunde garantierte eine Gemeinde-Ordnung, die freie Wahl der (Gemeinde-)Vorstände und (Gemeinde-)Vertreter (allerdings mit Zwei-Klassen-Wahlrecht), die selbstständige Verwaltung des Gemeinde-Vermögens und der örtlichen Einrichtungen. Diese für seine Zeit sehr moderne Regelung mit der Magistratsverfassung erließ der mitregierende Kurprinz als Gesetz.

#### Gebietsreform

Gemeinden und Kreisgrenze des Kreises Gelnhausen 1830–1866

Bereits nach acht Jahren wurde zum 1. Januar 1830 der nordöstliche Nachbarkreis Salmünster aufgelöst: Das standesherrliche fürstlich-isenburgische Amt Birstein und das standesherrliche gräflich-ysenburgische Amt Wächtersbach kamen zum Kreis Gelnhausen, dafür wurde das standesherrliche fürstlich-isenburgische Amt Langenselbold abgetrennt und in den westlichen Nachbarkreis Hanau eingegliedert.
Die 1830 aus dem aufgelösten Kreis Salmünster in den Kreis Gelnhausen eingegliederten 31 Gemeinden waren Birstein, Bösgesäß, Breitenborn A. W., Fischborn, Helfersdorf, Hellstein, Hesseldorf, Hettersroth, Katholisch-Willenroth, Kirchbracht, Leisenwald, Lichenroth, Mauswinkel, Neuenschmidten, Oberreichenbach, Obersotzbach, Radmühl, Schlierbach, Spielberg, Streitberg, Udenhain, Unterreichenbach, Untersotzbach, Völzberg, Waldensberg, Wächtersbach (Stadt), Weilers, Wettges, Wittgenborn, Wolferborn und Wüstwillenroth.
Gleichzeitig wurde das Amt Langenselbold mit folgenden sechs Gemeinden aus dem Kreis Gelnhausen aus- und in den Kreis Hanau eingegliedert: Hüttengesäß, Langendiebach, Langenselbold, Neuwiedermuß, Ravolzhausen, Rückingen.

### Vergrößerung des Kreisgebietes 1840
1840 vergrößerte sich das Kreisgebiet nur geringfügig durch die Eingliederung eines Gutsbezirks im Süden des Kreisgebiets: Gutsbezirk Hüttelngesäß im Kahlgrund. Das Gebiet wurde in die Gemarkung des Dorfes Neuses (Freigericht) eingegliedert.

### Die Auflösung des Kreises 1849 und seine Wiederherstellung 1851
Am 31. Oktober 1848 wurde in Folge der Deutschen Revolution der Kreis Gelnhausen (durch ein Gesetz der Landstände und des Kurfürsten) aufgelöst und in den neugebildeten Bezirk Hanau eingegliedert. Für die innere Landesverwaltung waren in Kurhessen neun Bezirke gebildet worden. Einer der Bezirke war Hanau (bestehend aus dem damaligen Landgerichtsbezirk Hanau und den Ämtern Bergen, Bockenheim, Praunheim, Windecken, Langenselbold, Gelnhausen, Bieber, Birstein, Meerholz, Wächtersbach, Schlüchtern, Ramholz, Romsthal, Salmünster, Schwarzenfels und Steinau. Dies entsprach in etwa dem Gebiet des heutigen Main-Kinzig-Kreises (ohne den bis 1866 bayerischen Landgerichtsbezirk Orb) und den Orten Gronau, Vilbel (Hanauer Teil) und Massenheim im heutigen Wetteraukreis und dem der heutigen nördlichen Frankfurter Stadtteile (Bergen-Enkheim, Berkersheim, Bockenheim, Eckenheim, Eschersheim, Fechenheim, Ginnheim, Griesheim, Hausen, Praunheim, Nied und Seckbach)).
Am 7. Juli 1851 wurde der Bezirk Hanau nach der Niederschlagung der Revolution in der Reaktionsära und dem Kurhessischen Verfassungskonflikt aufgelöst und der Kreis Gelnhausen in seinem alten Umfang wiederhergestellt. In der Verordnung des Kurfürsten heißt es: „Die bis zum 1. Februar 1849 bestandene Einteilung des Kurstaates in Kreise und Provinzen tritt für die innere Landesverwaltung wieder ein, …“

## Preußen – Der Kreis im neuen Regierungsbezirk Kassel 1867

### Der Untergang Kurhessens 1866
Das Kurfürstentum unterliegt im Krieg Preußens gegen den Deutschen Bund (Deutscher Krieg, früher auch preußisch-österreichischer Krieg genannt). Mit Gesetz vom 20. September 1866 wurde das Kurfürstentum mit der preußischen Monarchie vereinigt (Annexion); die In-Besitz-Nahme erfolgt am 3. Oktober 1866. Da erst künftig eine neue preußische Provinz mit entsprechenden Regierungsbezirken entstehen sollte, bestanden die vier kurhessischen Provinzen zunächst weiter. Aber bereits wenige Monate später, am 22. Februar 1867, verordnete der König von Preußen: „Aus dem ehemaligen Kurfürstenthum Hessen, den bisher Bayerischen Gebietstheilen, Bezirksamt Gersfeld und Landgerichtsbezirk Orb ohne Aura, aus dem bisherigen Großherzoglich Hessischen Kreise Vöhl, einschließlich der Enklaven Eimelrod und Höringhausen, wird ein Verwaltungsbezirk unter dem Namen „Regierungsbezirk Kassel“ gebildet.“ Der ehemalige Bezirk Orb behielt allerdings das 1866 geltende bayerische Gemeindeverfassungsrecht bis Ende März 1886 bei.

### Regierungsbezirk Kassel
Der neue (preußische) Regierungsbezirk Kassel wurde in 23 Kreise eingeteilt, u. a. den Kreis Gelnhausen, er umfasste den früheren kurhessischen Kreis Gelnhausen mit dem vorher bayerischen (Landgerichts-)Bezirk Orb. Die bisherigen preußischen Zivilkommissare für Kurhessen und Nassau wurden Regierungspräsidenten in Kassel und Wiesbaden. Die Zusammenfassung beider Regierungsbezirke in der Provinz Hessen-Nassau wurde am 22. Dezember 1868 vollzogen; Oberpräsident mit dem Sitz in Kassel wurde Eduard von Möller.

### Vergrößerung durch den (bayerischen) Gerichtsbezirk Orb

Gemeinden und Kreisgrenze des Kreises Gelnhausen von 1866–1946. Orange Grenzlinie: Amtsbezirk Orb (Gemeinden mit Sonderstatus) von 1866 bis 1886

Die nach dem Deutschen Krieg 1866 zu dem Kreis Gelnhausen gehörenden zwölf Gemeinden des bayerischen Landgerichts Orb waren Alsberg, Aufenau, Burgjoß, Höchst, Kassel, Lettgenbrunn, Mernes, Neudorf, Oberndorf, Pfaffenhausen, Wirtheim und Orb (Stadt).
Bayern, das 1866 im Deutschen Krieg auf der Verliererseite stand, musste das Gebiet des ehemaligen Landgerichts Orb mit Ausnahme von Aura (das waren die Orte Aura, Deutelbach, Mittel- und Obersinn) an die Preußische Monarchie abtreten. Die Abtretung der vormals bayerischen Gebiete beruhte auf dem Friedensvertrag zwischen dem König von Preußen und dem König von Bayern, der am 22. August 1866 in Berlin abgeschlossen wurde (Artikel XIV. mit dem Vertrag anliegender Grenzbeschreibung hinsichtlich des Bezirks Orb). Das ebenfalls zum Bezirk Orb gehörende Aura verblieb in Bayern. Es war die letzte Gebietserweiterung des Kreises.
In der neuen preußischen Provinz Hessen-Nassau (Regierungsbezirk Cassel) wurde das abgetretene Gebiet Teil des Kreises Gelnhausen, behielt aber als „Amtsbezirk Orb“ bis zum 31. März 1886, insbesondere kommunalverfassungsrechtlich (z. B. galt weiterhin die bisherige bayerische Gemeindeordnung), einen Sonderstatus.

## Kreis-, Regierungsbezirks- und Provinzialrechtsreform 1886
Waren die Kreise in Kurhessen und in Preußen zunächst Gebietseinheiten für die innere Verwaltung (eine Selbstverwaltung gab es fast nur in den Städten und Gemeinden), so brachte die Kommunalrechtsreform in den Jahren 1867/68 und 1886 Kommunalverbände auf Kreisebene und in fast allen preußischen Provinzen höhere Kommunalverbände (Provinziallandtag der Provinz Hessen-Nassau und Kommunallandtag für den Regierungsbezirk Kassel) hervor, deren Beschlussorgane durch Abgeordnete aus den unteren Kommunalverbänden gebildet worden sind. In der Provinz Hessen-Nassau und dem Regierungsbezirk Kassel, dem der Kreis Gelnhausen angehörte, war die rechtliche Grundlage die Provinzialordnung; reformiert wurde auch die Kreisordnung.

## Erst 1920 moderne demokratische Wahlen in dem neuen „Deutschen Reich“ (Weimarer Republik)
Der Erste Weltkrieg und die Revolution von 1918 brachten viel Leid und nach der „Staatsumwälzung“ von 1918/19 auch viel Hoffnung, an der Verwaltungsorganisation änderte sich aber nicht allzu viel. Die Grenzen des Kreises und die inneren Strukturen der Verwaltung blieben fast unverändert. Erst 1920 fanden allgemeine, gleiche, geheime und unmittelbare Wahlen der Abgeordneten statt.
Die Gutsbezirke im Kreis Gelnhausen wurden zum 30. September und 15. November 1928 bzw. 30. September 1929 aufgelöst. Es gab anschließend nur noch den Anteil Kreis Gelnhausen des neugebildeten Forstgutsbezirks Spessart.

## Der Kreis im nationalsozialistischen Staat (1933–1945)

### Führerprinzip in der Gemeinde …
Die Nationalsozialisten nahmen sich zwei Jahre nach der „Machtergreifung“ die Gemeindeverfassung vor und erließen mit der Deutschen Gemeindeordnung ein Regelungswerk, das als wesentliche politische Orientierung die rechtliche Verankerung des Führerprinzips enthielt. Sie beseitigte die bürgerschaftliche Mitbestimmung an den Entscheidungen der Gemeindeführung. In der amtlichen Begründung zur Deutschen Gemeindeordnung (im Reichsanzeiger Nr. 25–28 von 1935) heißt es: „Die rechtlichen Folgen des Führergrundsatzes sind, daß Willensbildung und Vollzug (Führung und Durchführung) in einer Hand liegen und daß deshalb alle dem entgegenstehenden gemeindlichen Verwaltungsformen (Einkammersystem, Zweikammersystem, Bürgermeisterverfassung usw.) ausnahmslos beseitigt werden. … Jedoch ist die Mitwirkung der Bürgerschaft nach dem Wesen des Führergrundsatzes auf die eigenverantwortliche Beratung des Leiters der Gemeinde umzustellen.“

### … jedoch nicht im Kreis, aber ...
Diese Prinzipien wurden jedoch nicht auf die Kreisverfassung übertragen. Das war für die nationalsozialistische Führung auch nicht unbedingt nötig, weil die Landräte bereits vor 1933 disponible Beamte (später: politische Beamte) waren, die jederzeit ohne Begründung versetzt werden konnten (auch in den Wartestand, später: einstweiligen Ruhestand). Der Kreistag hatte lediglich ein Vorschlagsrecht für die Neubesetzung der Stelle. Gleichwohl erfuhr die (preußische) Kreisordnung am 17. Juli 1933 ihre erste Änderung nach fast 50 Jahren; im Dezember wurden die Kreisausschüsse aufgelöst, ihre Zuständigkeiten und Befugnisse erhielt der Landrat. Dadurch sollte das Führerprinzip auch – ohne größere Änderung der gesetzlichen Vorschriften – auf Kreisebene durchgesetzt werden. In der Politikwissenschaft werden jedoch auch gegenteilige Auffassungen laut: die NSDAP oder der NS-Staat hätten nicht bewusst die „kommunale Selbstverwaltung“ zerstört, sondern diese sei „durch die bürgerlichen Eliten selbst nazifiziert und im Sinne des NS-Staates ausgerichtet“ worden. „Beamte und leitende Angestellte hätten sich freiwillig aus Opportunismus der NSDAP angeschlossen und in ihren beruflichen Positionen nach deren Zielen ausgerichtet“.

### ... ein Nationalsozialist als Landrat.
Einen Monat nach der Kommunalwahl vom 8. März 1933 trat der Landrat Conrad Delius „freiwillig zurück“, die zuständige preußische Behörde ernannte den Kreisleiter der NSDAP, Wilhelm Kausemann, zu seinem Nachfolger.

### Kriegswirtschaft und Territorialreform 1944
„Um die Verwaltungsbezirke im Raum der Provinz Hessen-Nassau an die Reichsverteidigungskreise anzupassen“ bestimmte Adolf Hitler durch sogenannten „Führererlass“ die Auflösung der preußischen Provinz Hessen-Nassau mit Wirkung vom 1. Juli 1944. Ihr Gebiet wurde auf die neu geschaffenen preußischen Provinzen Nassau und Kurhessen aufgeteilt. Gleichzeitig wurde der Kreis mit den Kreisen Hanau und Schlüchtern sowie der kreisfreien Stadt Hanau in den Regierungsbezirk Wiesbaden der neu gebildeten Provinz Nassau umgegliedert.

## Aufbau im neuen Land Hessen 1945/46
„Schon vor der Übernahme der öffentlichen Gewalt in Deutschland durch die Siegermächte in der Berliner Deklaration vom 5. Juni 1945 begann die Besatzungsmacht auch im Gebiet des heutigen Landes Hessen, nebeneinander eine besatzungsrechtliche Militärverwaltung und eine deutsche Zivilverwaltung mit von ihr ernannten Bürgermeistern und Landräten zu errichten. Ab der zweiten Aprilhälfte 1945 wurde der Aufbau einer Verwaltung auch auf die Ebene der Regierungsbezirke erstreckt.“ Die amerikanischen Besatzungsbehörden griffen auf die alten Regierungsbezirke zurück und hatten bereits am 1. Mai 1945 Hans Bredow als Regierungspräsidenten im Regierungsbezirk Wiesbaden eingesetzt. Der oberste Befehlshaber der amerikanischen Streitkräfte in Europa proklamierte am 19. September 1945 für die amerikanische Zone u. a. den Staat Groß-Hessen, am 15. Oktober 1945 nahm die groß-hessische Landesregierung in Wiesbaden ihre Arbeit auf. Der Kreis Gelnhausen verblieb weiterhin beim Regierungsbezirk Wiesbaden und war Teil des neuen Landes, zunächst Groß-Hessens und ab 1946 Hessens.

### Kreis oder Landkreis?
Als Landkreis bezeichnete sich die kurhessische/preußische Gebietseinheit nie. Obwohl es nach der hessischen Rechtslage seit 1946/52 Landkreise geben konnte, war die amtliche Bezeichnung von seiner Gründung 1821 noch lange Zeit nach der Nachkriegs-Kreisordnung (wie in Kurhessen und Preußen bis 1945 üblich) Kreis. Nur bei denjenigen Kreisen, deren Kreisstadt kreisfrei war (einen eigenen Stadtkreis bildete, z. B. im westlichen Nachbarkreis Hanau), wurde die Bezeichnung Landkreis üblich, das war aber beim Kreis Gelnhausen nicht der Fall. Die ab dem 1. Januar 1939 geltende Regelung für zahlreiche Gemeindeverbände im Deutschen Reich galt nicht in Preußen (wozu der Kreis bis zum Kriegsende 1945 gehörte), dort hießen sie weiterhin Kreise. Im von der Besatzungsmacht 1945 geschaffenen Land Groß-Hessen und später Hessen wurde zwar eine Kreisordnung (keine Landkreisordnung) erlassen, aber bereits im § 1 des Gesetzes ist von Landkreisen die Rede (was im weiteren Gesetzestext nicht durchgehalten wird). Erst das Gesetz vom 25. Februar 1952 bezeichnet sich als Hessische Landkreisordnung (HKO), spricht aber ebenfalls nicht durchgängig vom Landkreis, meist nur vom Kreis (mit späteren Gesetzesänderungen wird bis 1981 durchgängig der Landkreis daraus, die Mehrzahl der hessischen Kreise führte diese Bezeichnung in ihrem Namen aber nicht).

### Einwohnerentwicklung von 1821 bis 1950
| Einwohner        | 1821   | 1830   | 1885   | 1890   | 1900   | 1910   | 1925   | 1939   | 1950   |
| ---------------- | ------ | ------ | ------ | ------ | ------ | ------ | ------ | ------ | ------ |
| Kreis Gelnhausen | 18.168 | 28.885 | 41.057 | 41.773 | 43.818 | 47.731 | 51.223 | 54.051 | 79.978 |

## Politik

### Landräte
- 1821–1848: Ludwig Otto August Klingelhöfer (Kreisrat)
(ab 1. Dezember 1834 gemäß Ministerialbeschluss Landrat)
- 1848–1851: Thomas Boch (Erster Verwaltungsbeamter des Verwaltungsamtes Gelnhausen)
(ab 1851 Landräte; die Kreisämter hießen jetzt Landratsämter[48])
- 1851–1854: Wilhelm Schmidt
- 1854–1875: Carl Theodor Giller, von 1872 bis 1875 MdL (Konservative)
- 1.7.1875–31.3.1883: Friedrich von Trott zu Solz
- 1878–1879: Guido von Matuschka-Greiffenclau (Stellvertreter des Landrats)
- 1883–1894: Wilhelm Riedesel zu Eisenbach (danach Landeshauptmann)
- 1.7.1894–30.9.1902: Philipp von Baumbach
- 1902–1910: Albert Heinrich von Gröning
- 1910–1916: Alexander Graf von Wartensleben
- 1916: in Vertretung Carl von Savigny (MdR von 1900 bis 1919)
- 1917–1919: in Vertretung Hugo Reichsfreiherr von Dörnberg
- 1919–1933: Conrad Delius (am 8. April 1933 abberufen)
- 1933–1940: Wilhelm Kausemann (NSDAP)
- 1940–1942: in Vertretung Adolf von und zu Gilsa
- 1943–1944: kommissarisch Georg Hinterwälder (NSDAP)
- 1944: in Vertretung Ernst Krause
- 1944–1945: kommissarisch Ferdinand von Lüdinghausen-Wolff

### Wappen
Das Wappen wurde am 18. August 1937 durch das preußische Staatsministerium genehmigt.
Blasonierung: „Geteilt von Gold und Rot; oben ein rot bewehrter schwarzer Adler mit silbernem Brustschild, darin ein schwarzer Balken, unten ein sechsspeichiges silbernes Rad.“
Die obere Schildhälfte entspricht dem heutigen Wappen der Kreisstadt. Die ehemalige freie Reichsstadt Gelnhausen führte üblicherweise den einköpfigen Reichsadler. Als das eigentliche städtische Zeichen ist aber das seit etwa 1400 nachweisbare Balkenschildchen anzusehen. Das Rad (Mainzer Rad) ist das Wappenbild des Erzstifts Mainz. Es erinnert im Kreiswappen an die wachsende Machtstellung des Kurstaats im Kreisgebiet, insbesondere im Orbtal und Joßgrund, später auch im Freigericht und in der Herrschaft Aufenau. Nach der Säkularisation wurden in der Region Kurhessen und das Königreich Bayern seine Erben.
Das Wappen wurde vom Staatsarchivrat Otto Korn gestaltet.

## Gemeinden

### Evakuierte, Flüchtlinge und Vertriebene, Neubürger nach Kriegsende
Während des Zweiten Weltkriegs kamen Evakuierte vorwiegend aus den Großstädten des Rhein-Main-Gebietes in das Kreisgebiet. Das Land Hessen nahm – wie die anderen Länder der amerikanischen Besatzungszone – relativ viele Neubürger auf; in den Gemeinden des Kreises wuchs die Einwohnerzahl – je nach Lage und Verkehrsanbindung – zwischen 20 % und 40 % an.

### Einwohnerzahlen der Gemeinden des Kreises vor dem Zweiten Weltkrieg (1939) und nach Flucht und Vertreibung (1949)
Einwohner der Gemeinden des Kreises Gelnhausen (Stand 1939 und 1949)
| Gemeinde         | Einwohner 1939 | Einwohner 1949 |
| ---------------- | -------------- | -------------- |
| Alsberg          | 226            | 383            |
| Altenhaßlau      | 1155           | 1855           |
| Altenmittlau     | 1109           | 1579           |
| Aufenau          | 690            | 1063           |
| Bernbach         | 846            | 1154           |
| Bieber           | 1345           | 1983           |
| Birstein         | 1044           | 1782           |
| Bösgesäß         | 46             | 66             |
| Breitenborn A.B. | 166            | 315            |
| Breitenborn A.W. | 650            | 754            |
| Burgjoß          | 436            | 692            |
| Eidengesäß       | 815            | 1123           |
| Fischborn        | 403            | 570            |
| Flörsbach        | 360            | 530            |
| Geislitz         | 619            | 875            |
| Gelnhausen       | 5701           | 8134           |
| Gettenbach       | 152            | 289            |
| Gondsroth        | 475            | 820            |
| Großenhausen     | 342            | 630            |
| Hailer           | 975            | 1641           |
| Haitz            | 456            | 585            |
| Helfersdorf      | 142            | 207            |
| Hellstein        | 450            | 590            |
| Hesseldorf       | 279            | 432            |

| Gemeinde              | Einwohner 1939 | Einwohner 1949 |
| --------------------- | -------------- | -------------- |
| Hettersroth           | 332            | 498            |
| Höchst                | 921            | 1225           |
| Horbach               | 786            | 1060           |
| Kassel                | 1344           | 1695           |
| Katholisch-Willenroth | 235            | 319            |
| Kempfenbrunn          | 542            | 734            |
| Kirchbracht           | 258            | 380            |
| Lanzingen             | 234            | 448            |
| Leisenwald            | 421            | 600            |
| Lichenroth            | 386            | 624            |
| Lieblos               | 1306           | 1937           |
| Lohrhaupten           | 840            | 1176           |
| Lützelhausen          | 386            | 523            |
| Mernes                | 450            | 952            |
| Meerholz              | 1022           | 2049           |
| Mauswinkel            | 274            | 366            |
| Mosborn               | 70             | 110            |
| Neudorf               | 270            | 414            |
| Neuenhaßlau           | 1100           | 1623           |
| Neuenschmidten        | 492            | 652            |
| Neuses                | 1381           | 1850           |
| Niedergründau         | 822            | 1096           |
| Niedermittlau         | 1102           | 1672           |
| Oberndorf             | 805            | 1144           |

| Gemeinde         | Einwohner 1939 | Einwohner 1949 |
| ---------------- | -------------- | -------------- |
| Oberreichenbach  | 238            | 362            |
| Obersotzbach     | 805            | 550            |
| Bad Orb          | 5321           | 7187           |
| Pfaffenhausen    | 685            | 785            |
| Radmühl          | 188            | 277            |
| Roßbach          | 376            | 605            |
| Roth             | 1121           | 1600           |
| Rothenbergen     | 1011           | 1405           |
| Schlierbach      | 960            | 1437           |
| Somborn          | 2715           | 4029           |
| Spielberg        | 495            | 688            |
| Streitberg       | 252            | 380            |
| Udenhain         | 702            | 748            |
| Unterreichenbach | 385            | 617            |
| Untersotzbach    | 348            | 510            |
| Völzberg         | 170            | 238            |
| Wächtersbach     | 1567           | 2958           |
| Waldensberg      | 415            | 437            |
| Weilers          | 211            | 326            |
| Wettges          | 135            | 171            |
| Wirtheim         | 904            | 1298           |
| Wittgenborn      | 730            | 975            |
| Wolferborn       | 746            | 996            |
| Wüstwillenroth   | 190            | 327            |